# Conca d’Oro
Conca d’Oro – stacja na linii B metra rzymskiego. Stacja została otwarta w 2012 roku. Trzecia stacja części B1 linii B.
Znajduje się na Piazza Conca d’Oro. W pobliżu znajduje się stacja Roma Val D'Ala, gdzie zatrzymują się pociągi linii FR1 od Orte lub Fara in Sabina do lotniska Fiumicino.